# Спорт - наука и пракса
Спорт - наука и пракса (енгл. Sport - Science & Practice) је научни часопис Високе спортске и здравствене школе у Београду, који излази од 2009. године, на српском и енглеском језику (двојезично издање).

## О часопису
Часопис објављује оригиналне научне и стручне радове, прегледне чланке и патенте из следећих области: теорија спорта, спортски тренинг, рекреација, фитнес и велнес, школски и предшколски спорт, биомеханика, спортска медицина, кинезитерапија, спортска психологија, социологија спорта, методологија и менаџмент у спорту.
Од 2013. године, часопис се налази на листи научних часописа за друштвено-хуманистичке науке (наука о спорту) Министарства просвете, науке и технолошког развоја Републике Србије.

### Историјат
Часопис је основан 2009. године, као наследник часописа Нова спортска пракса, који је излазио у периоду 2000-2008. године.

### Периодичност излажења
Часопис излази два пута годишње, у јуну и децембру.

## Уредници
Главни и одговорни уредник часописа је проф. др Љубиша Лазаревић.
Први уредник часописа био је проф. др Душан Перић. 
Од јуна 2012. године, уредник часописа је предавач мр Ана Крстић.
О квалитету часописа и објављених радова брине и уређивачки одбор који чини близу 30 еминентних стручњака из земље и иностранства.

## Аутори прилога
За часопис пишу бројни домаћи и страни стручњаци.

## Теме
- теорија спорта
- спортски тренинг
- рекреација
- фитнес и велнес
- школски и предшколски спорт
- биомеханика
- спортска медицина
- кинезитерапија
- спортска психологија
- социологија спорта
- методологија
- менаџмент у спорту

## Електронски облик часописа
Приступ часопису, као и преузимање комплетних бројева, омогућено је на сајту Високе спортске и здравствене школе.